# Rubus felix
Rubus felix är en rosväxtart som beskrevs av Liberty Hyde Bailey. Rubus felix ingår i släktet rubusar, och familjen rosväxter. Inga underarter finns listade i Catalogue of Life.